# Műszaki egyetem
A Politechnikum A 18. század végén és a 19. században alapított műszaki felsőoktatási intézmények eredeti elnevezése. Lásd: Joseph Polytechnicum A huszadik században ezekből alakultak ki a világ legjelentősebb műszaki felsőoktatási intézményei. 
Angol nyelvterületen létező megfelelője az „Institute of Technology”, a latinos – főleg Erdélyben használt – változat a „politechnika”. A "Műszaki Egyetem" megnevezést gyakran használják tulajdonnévként a Budapesti Műszaki és Gazdaságtudományi Egyetem jelölésére is.
A műszaki egyetemre való beiratkozás feltétele az érettségi vizsga. Maga a képzés nappali tagozaton 4-5 éves, és mérnöki oklevelet ad.